# Loek Postma
Loek Postma (Uitgeest, 5 maart 2003) is een Nederlands voetballer die als verdediger speelt en onder contract staat bij Vitesse.

## Carrière
Postma begon op vierjarige met voetballen bij FC Uitgeest en maakte in 2014 de overstap naar de AZ Jeugdopleiding. Met AZ onder 18 wist hij de beker te winnen bij de A-Junioren. In juni 2021 tekende Postma zijn eerste profcontract bij AZ. Op 22 maart 2022 in de uitwedstrijd tegen Excelsior Rotterdam (3–3) maakte Postma zijn debuut voor Jong AZ. In drie seizoenen speelde hij 50 wedstrijden voor de belofteploeg. Hij scoorde één keer, op 3 november 2023 tegen VVV-Venlo (2-2).
Medio 2024 stapte hij na tien jaar over naar Vitesse. Hij debuteerde in de tweede speelronde tegen VVV-Venlo (1-0). Op 19 april 2025 gaf hij drie assists tegen Roda JC Kerkrade, waardoor Vitesse met 3-0 won. In het seizoen 2024/25 speelde hij 18 wedstrijden.

## Clubstatistieken
| Seizoen                    | Club            | Competitie      | Competitie | Competitie | Overig | Overig | Totaal | Totaal |
| Seizoen                    | Club            | Competitie      | Wed.       | Dlp.       | Wed.   | Dlp.   | Wed.   | Dlp.   |
| -------------------------- | --------------- | --------------- | ---------- | ---------- | ------ | ------ | ------ | ------ |
| 2021/22                    | Jong AZ         | Eerste divisie  | 1          | 0          | 0      | 0      | 1      | 0      |
| 2022/23                    | Jong AZ         | Eerste divisie  | 22         | 0          | 0      | 0      | 22     | 0      |
| 2023/24                    | Jong AZ         | Eerste divisie  | 27         | 1          | 0      | 0      | 27     | 1      |
| 2024/25                    | Vitesse         | Eerste divisie  | 18         | 0          | 0      | 0      | 18     | 0      |
| Carrière totaal            | Carrière totaal | Carrière totaal | 68         | 1          | 0      | 0      | 68     | 1      |
| Bijgewerkt op 12 juni 2025 |                 |                 |            |            |        |        |        |        |

## Interlandcarrière

### Nederland onder 15
Op 18 december 2017 debuteerde Postma in het Nederlands elftal onder 15 in de wedstrijd tegen Engeland onder 15.
| Interlands van Loek Postma voor Nederland –15 | Interlands van Loek Postma voor Nederland –15 | Interlands van Loek Postma voor Nederland –15 | Interlands van Loek Postma voor Nederland –15 | Interlands van Loek Postma voor Nederland –15 | Interlands van Loek Postma voor Nederland –15 |
| No.                                           | Datum                                         | Wedstrijd                                     | Uitslag                                       | Soort Wedstrijd                               | Doelpunten                                    |
| --------------------------------------------- | --------------------------------------------- | --------------------------------------------- | --------------------------------------------- | --------------------------------------------- | --------------------------------------------- |
|                                               |                                               |                                               |                                               |                                               |                                               |
| Als speler van ...                            |                                               |                                               |                                               |                                               |                                               |
| 1.                                            | 18-12-17                                      | Engeland –15 – Nederland –15                  | 3 – 1                                         | Oefeninterland                                |                                               |
| 2.                                            | 18-12-17                                      | Engeland –15 – Nederland –15                  | 2 – 3                                         | Oefeninterland                                |                                               |
| 3.                                            | 17-02-18                                      | Italië –15 – Nederland –15                    | 2 – 0                                         | Oefeninterland                                |                                               |